# Medard van Loenhout
Franciscus Josephus Medardus (Medard of Frans) van Loenhout (Geel, 24 december 1898 - aldaar, 2 maart 1963) was een Belgisch accountant, bestuurder en politicus voor de CVP.

## Levensloop
Medard van Loenhout werd geboren in Geel in 1898. Hij was accountant en werd handels- en bankdirecteur. Hij was ook ere-reserve-majoor van het Belgische leger, oud-strijder van de Tweede Wereldoorlog en erevoorzitter van de Verbroedering van Geelse oud-strijders.
In 1944-'45 werd hij door de gemeente belast met de zorg voor de in Geel verblijvende Nederlandse vluchtelingen. Zijn politieke carrière begon meteen na de oorlog, toen hij meewerkte aan de reorganisatie en omvorming van de plaatselijke Katholieke Partij tot de CVP). Op 7 maart 1946 werd hij verkozen tot provinciaal senator voor de provincie Antwerpen. Dit bleef hij tot 1961. Op 7 februari 1950 nam hij ook zitting in de gemeenteraad van de stad Geel. In juli 1950 werd hij er benoemd tot burgemeester. Hij bekleedde die functie tot aan zijn overlijden op 2 maart 1963.
In de jaren 1950 lag hij mee aan de basis van de 'Intercommunale voor Economische Expansie der Zuiderkempen'. Daarnaast was hij van 1953 tot 1960 ook voorzitter van de Katholieke Fanfare Sint-Cecilia, waarvan hij sinds 1917 actief lid was.